# 奥特泰尔
奥特泰尔（英語：Ottertail）是一个美國城市。位於明尼苏达州水獭县。根據2010年的人口普查，當地人口為572人。

## 地理
根据美国人口普查局，该城市的总面积為5.10平方英里（13.21平方），其中4.28平方英里（11.09平方）為陸地，0.82平方英里（2.12平方）為水域。